# Molophilus ixine
Molophilus ixine là một loài ruồi trong họ Limoniidae. Chúng phân bố ở miền Australasia.